# 虎鼻乡
虎鼻乡，也称虎北乡，是中华人民共和国山西省忻州市神池县下辖的一个乡镇级行政单位。2021年5月，撤销虎鼻乡，整建制并入义井镇。

## 行政区划
虎鼻乡下辖以下地区：
虎北村、山丛林村、上山口村、横山寺村、桦林坡村、下山口村、塘涧村、西毛家皂村、碾槽沟村、东毛家皂村和水泉梁村。